# Gaz de France Stars 2005
Gaz de France Stars 2005 — тенісний турнір, що пройшов на закритих кортах з твердим покриттям у Хасселті (Бельгія). Це був другий за ліком Gaz de France Stars. Належав до турнірів International в рамках Туру WTA 2005. Тривав з 24 до 30 жовтня 2005 року.

## Учасниці основної сітки в одиночному розряді

### Сіяні
| Країна   | Гравчиня                | Рейтинг1 | Сіяна |
| -------- | ----------------------- | -------- | ----- |
| Бельгія  | Кім Клейстерс           | 2        | 1     |
| Франція  | Наталі Деші             | 14       | 2     |
| Італія   | Франческа Ск'явоне      | 18       | 3     |
| Росія    | Дінара Сафіна           | 20       | 4     |
| Іспанія  | Анабель Медіна Гаррігес | 30       | 5     |
| Італія   | Сільвія Фаріна-Елія     | 31       | 6     |
| Росія    | Анна Чакветадзе         | 35       | 7     |
| Словенія | Катарина Среботнік      | 43       | 8     |

- Рейтинг станом на 17 жовтня 2005

### Інші учасниці
Нижче наведено учасниць, які отримали вайлдкард на участь в основній сітці:
- Елс Калленс
- Кірстен Фліпкенс

Нижче наведено гравчинь, які пробились в основну сітку через стадію кваліфікації:
- Кая Канепі
- Менді Мінелла
- Ольга Савчук
- Мейлен Ту

### Знялись з турніру
До початку турніру
- Каталіна Кастаньйо
- Маріана Діас-Оліва
- Марія Кириленко
- Алісія Молік (vestibular neuronitis)
- Марія Венто-Кабчі

## Переможниці та фіналістки

### Одиночний розряд
Кім Клейстерс —  Франческа Ск'явоне, 6–2, 6–3

### Парний розряд
Емілі Луа /  Катарина Среботнік —  Міхаелла Крайчек /  Агнеш Савай, 6–3, 6–4